# لونگ-ریو، کبک
لونگ-ریو (به فرانسوی: Longue-Rive) شهری در منطقه شهری لا اوت-کوت-نورد ناحیه کوت-نور در استان کبک کانادا است. در سرشماری سال ۲۰۱۱ این شهر ۱٬۳۱۷ نفر جمعیت داشته‌است و مساحت آن ۲۹۵٫۳۵ کیلومتر مربع است.